# Jean-Robert Denis
Pour les articles homonymes, voir Denis (patronyme).
 (novembre 2015).
Si vous disposez d'ouvrages ou d'articles de référence ou si vous connaissez des sites web de qualité traitant du thème abordé ici, merci de compléter l'article en donnant les références utiles à sa vérifiabilité et en les liant à la section « Notes et références ».
Jean-Robert Denis (Rouen, 17 juillet 1893 - Dijon, 28 novembre 1969) est un zoologiste français.
Il a apporté de nombreuses[réf. nécessaire] observations d'aptérygotes à la Société zoologique de France ainsi qu'à la Société entomologique de France, et a découvert le premier spécimen[réf. nécessaire],de protoure de France (appartenant à l'espèce acerentomon doderoi) dans un lot d'aptérygotes prélevés en août 1924 par P. Rémy. Cette découverte fut présentée à la Société Zoologique de France lors de la séance du 10 mars 1925.

## Carrière
Il séjourne à partir d’août 1920 assez régulièrement à la Station aquicole Grimaldi de Saint-Jean-de-Losne, tout en étudiant à l’Université de Dijon la géologie, la zoologie et la biologie. Il rencontre après le premier conflit mondial le professeur P. de Beauchamp, qui l’initie à l’entomologie.
Il quitte ensuite la Bourgogne pour Montpellier, où il prend les fonctions d’assistant de zoologie, avant de partir à la Station marine de Banyuls. Ses études se portent alors sur les aptérygotes et les collemboles, deux catégories d’insectes. 
Il revient toutefois à Dijon en 1934, où il assiste P. Paris, et participe à l’essor de la Station aquicole Grimaldi en organisant des sessions d’été pour les étudiants en zoologie. Les travaux et découvertes des étudiants et de leurs encadrants sont publiés dans les Travaux du Laboratoire de Zoologie et de la Station Aquicole Grimaldi, édités sous forme de fascicules.
Jean-Robert Denis quitte la Station en 1965, à son départ à la retraite, et s’éteint quatre ans plus tard, en 1969.

## Œuvres
- Pierre Grassé, Jean-Robert Denis et J Bitsch, Traité de Zoologie, 1968
- Jean-Robert Denis, Travaux du Laboratoire de Zoologie et de la Station Aquicole Grimaldi